# Ommatius amula
Ommatius amula är en tvåvingeart som beskrevs av Charles Howard Curran 1928. Ommatius amula ingår i släktet Ommatius och familjen rovflugor. Inga underarter finns listade i Catalogue of Life.